# ادبیات تعلیمی
ادبیات تعلیمی به آن دسته از آثار ادبی گفته می‌شود که محتوای آنها آموزه‌های اخلاقی، اجتماعی یا علمی است و به هدف تعلیم و تربیت آفریده می‌شوند. تعلیم و تربیت همواره یکی از نخستین دغدغه‌های بشر بوده است و اصولاً رسالت پیامبران و نقش آن‌ها در زندگی انسان‌ها برای رسیدن به این هدف بوده است. به تدریج با پیدایش و تکامل ادبیات و تقسیم آن به انواع مختلف بسیاری از ادیبان بر آن شدند تا با درآمیختن ادب و آموزه‌های پرورشی راه را برای رسیدن به این امر هموار کنند و بدین ترتیب ادب تعلیمی شکل گرفت؛ بنابراین منظور از ادبیات تعلیمی ادبیاتی است که نیک‌بختی انسان را در بهبود منش اخلاقی او می‌داند و خود را متوجه پرورش قوای روحی و تعلیم اخلاقی انسان می‌کند.

اثر تعلیمی می  تواند به صورت داستان یا حکایت در قالب شعر و نثر بهره گرفت به این گون اثار ادبی ادبیات تعلیمی می گویند.
که موضوع های ان می تواند حکمت؛اخلاقی؛دانشی باشد. که این موضوع ها می تواند به صورت تخیلی یا ادبی باشد.
برخی از اثار طنز ادبی هستند.
که بیشتر ادبیات تعلیمی در کتاب های ادبیات کودک و نوجوان بهره می گیرند.
از شاهکار ادبی: قابوس نامه؛کلیله و دمنه؛گلستان؛بوستان؛مثنوی معنوی.

## نثر تعلیمی
نمونه ای نثر تعلیمی کتاب مینوی خرد « بهشت اندیشه » است، این کتاب یک مقدمه و شصتو دو پرسش پاسخ دارد که دانا میپرسد و مینوی خرد« روح عقل » جواب میدهد. 
نمونه ای از پرسش :
دانا  از مینوی خرد پرسید که مردم چند نوع‌اند؟ 
مینوی خرد پاسخ داد که مردم سه نوع اند:یکی مردم، یکی نیمه مردم و یکی دیو. مردم آن باشد که به آفریدگاری اورمزد و نابودکنندگی اهرمن وبودن رستاخیزی و تن پسین و نیز نیکی و بدی دیگری که در گیتی و مینو است بی گمان« باشد »
نیم مردم آن باشد که گیتی و مینو را به پست خود کند بنابر خرد خویش و خودرأیانه، گاهی کار نیک و گاهی به کام اهرمن از او سر بزند. 
نیم دیو آن است که به جز این که نام مردمی و مردم زادگی دارد، به هر کار و کردار به دیو دوپا شبیه است. نه گیتی شناسد و نه مینو. نه کار نیک شناسد و نه گناه. نه بهشت شناسد نه دوزخ و حتی به آمار روان نیز نیندیشد. 